# Nagurus aegaeus
Nagurus aegaeus là một loài chân đều trong họ Trachelipodidae. Loài này được Schmalfuss miêu tả khoa học năm 1977.